# Дијахронијска лингвистика
Дијахронијска лингвистика (грч. δια што значи кроз, грч. χρόνος што значи време) је научна дисциплина која се бави изучавањем историје језика. Дијахронијска, односно историјска лингвистика, има за циљ да: 1) објасни промене током времена у конкретним језицима, 2) реконструише праисторију језика и одреди њихову сродност, према чему се они даље сврставају у језичке породице (упоредна лингвистика), 3) постави опште теорије о начинима и узроцима језичких промена, 4) објасни историју појединих говорних заједница, и 5) изучава историју речи, то јест њихову етимологију.
 

Историјска лингвистика је заснована на униформитарном принципу, који је дефинисао лингвиста Доналд Ринг као:
Осим ако не можемо показати значајне промене у условима усвајања и употребе језика између неког времена у неуочљивој прошлости и садашњости, морамо претпоставити да су исти типови и дистрибуције структура, варијација, промена итд. постојали у то време у прошлости као у садашњости.

## Историја и развој дијахронијске лингвистике
Првих деценија 19. века почиње се развијати историцизам у језичким испитивањима, најпре у оквиру романских студија. Познавање латинског језика у великој мери допринело је изучавању историјске перспективе. На почетку, историјска лингвистика је била у највећој мери упоредна лингвистика. Откриће санскрита, индоевропског језика који се значајно разликује од грчког и латинског, највише је допринело стварању ове дисциплине. Прве деценије 19. века су обележене историјским изучавањем сличности и разлика међу језицима, првенствено индоевропским, док се интересовање за неиндоевропске језике јавља тек крајем 19. века.
Немац Франц Боп сматра се оснивачем компаративне граматике. Године 1816. упоредио је језичку грађу санскрита са појединим индоевропским језицима. Ова година сматра се званичним почетком компаративног приступа у науци о језику, али и почетком изучавања лингвистике као засебне, самосталне науке.
Данац Расмус Кристијан Раск сматра се оснивачем историјске лингвистике. Као изванредан познавалац германских и угро-финских језика, залагао се за историјски приступ у проучавању језика. Међу првима је указивао на правилан однос у гласовима германских језика у односу на гласове одређених индоевропских језика. Примера ради, германски језици имају фонему f наспрам латинског p, што се, на пример, види у речи за оца: на енглеском је father наспрам латинског pater.
Јакоб Грим, аутор чувене "Немачке граматике", није се бавио само изучавањем немачког језика, већ је творац упоредне анализе односа германских консонаната и одговарајућих консонаната других индоевропских језика. Открића која је изнео 1822. године у другом издању ове граматике позната су у лингвистици као Гримов закон.
Средином 19. века у науку о језику продиру утицаји природних наука, нарочито биологије. Теорија еволуције Чарлса Дарвина имала је посебан утицај на Августа Шлајхера, који је започео подухват реконструкције индоевропског прајезика. Творац је (данас превазиђене) компаративно-историјске концепције по којој је језик "жив организам који се рађа, живи одређени период, даје живот млађем језику који га смењује, и коначно, нестаје". На тај начин, језик има свој животни век, као и своје „генеалошко стабло“, те је његова теорија позната у лингвистици под називом теорија стабла.
Кључни тренутак у развоју историјске лингвистике догодио се седамдесетих година 19. века са доласком младограматичара, групе лингвиста из Лајпцига. Тек тада је историјски метод добио потпуну научну систематичност. Своја истраживања започели су испитивањем гласова. Први су изложили принципе о потпуној доследности гласовних промена. Дошли су до закључка да се гласовне промене дешавају правилно и доследно, а сматрали су да изузеци настају тек накнадно, из психолошких разлога, подсвесним изједначавањем језичких облика са другима у којима до промене није дошло.
До 20. века, проблеми историјског развоја језика били су главна преокупација лингвистике. Сосирова подела на синхронијски и дијахронијски приступ у језичком проучавању поставила је темеље савремених лингвистичких теорија. Појам синхроније супротставља се појму дијахроније и односи се на изучавање језичких појава у једном временском пресеку, најчешће у садашњости. Дијахронија се, насупрот томе, бави питањем сукцесивних фаза у језичком развоју. Оба аспекта посматрања имају своје место у данашњим истраживањима у лингвистици.

## Сродне лингвистичке гране
Области лингвистике које су сродне дијахронијској лингвистици јесу: компаративна (упоредна) лингвистика, дијалектологија, морфофонологија и етимологија.

### Компаративна лингвистика
Често се као синоним за дијахронијску лингвистику користи термин компаративна лингвистика, будући да су додирне тачке међу двема дисциплинама бројне. Компаративни приступ је, пре свега, дијахронијски, нарочито када је реч о сврставању језика у одређене језичке породице. Међутим, синхронијски аспекат је такође битан за компаративну лингвистику, пошто се два или више језика могу поредити у једном одређеном историјском раздобљу.
Главни метод рада почива, дакле, на поређењу различитих стања једног истог језика или више језика који су потекли од истог прајезика. Успостављајући фонетске, морфолошке, синтаксичке, лексичке и ређе семантичке везе, компаративна лингвистика утврђује степен сродности међу језицима. Најважнија грана компаративне лингвистике је историјска фонетика.
Научници долазе до значајних открића о историјском развоју језика упоређујући сродне језике. На примеру латинског глагола plorāre, који значи плакати, може се пратити упоредни развој групе гласова на почетку речи у различитим романским језицима:
| латински | француски | португалски | шпански |
| plorāre  | pleurer   | chorar      | llorar  |

Упоређивањем је показано да је ова група опстала у француском језику, док је у шпанском и португалском језику дошло до палатализације.
Компаративни метод нам даје допринос у реконструкцији прајезика, будући да често не постоје писана сведочанства о овој давно ишчезлој фази језичког развоја. Уколико се у језицима А, Б, В и Г, за које се зна да су сродни, уочавају исте фонетске, морфолошке или лексичке особине, онда се са сигурношћу могу реконструисати одређене особине њиховог претка. Реконструисани облици у дијахронијској лингвистици обележавају се звездицом (*), која показује да је реч о претпоставци, а не о забележеном облику.

### Дијалектологија
Дијалектологија је научна дисциплина која проучава дијалекте, језичке варијетете карактеристичне за одређену територију. Проучавањем дијалеката добијају се и сазнања о историјском развоју језика.

### Морфофонологија
Морфофонологија је део граматике који проучава и описује понашање гласова у промени облика речи и творби речи. Реч је о дисциплини која природно повезује фонологију, која проучава гласове у језику, са морфологијом, која проучава врсте, облике и грађење речи. Методе и сазнања морфофонологије користе се у историјској лингвистици.

### Етимологија
Етимологија је лингвистичка дисциплина која проучава порекло и еволуцију речи. Бави се развојем речи од тренутка када су оне ушле у одређени језик и анализом различитих значења и облика који су се испољавали у току времена. Етимолози такође примењују методе упоредне граматике како би реконструисали што већи број облика давно изумрлих језика за које не постоје непосредна писана сведочанства. На овај начин, лингвисти праве инференције, односно претпоставке о коренима речи, чиме се увиђају сличности у пореклу данас веома удаљених језика. Један од најпознатијих подухвата тог типа јесте реконструкција праиндоевропског језика.